# Xanthophyllum resupinatum
Xanthophyllum resupinatum là một loài thực vật có hoa trong họ Polygalaceae. Loài này được Meijden miêu tả khoa học đầu tiên năm 1973.